# Ethmostigmus rubripes
El ciempiés gigante (Ethmostigmus rubripes) es un miriápodo que se distribuye en Australia, las islas Salomón, Nueva Guinea, Indonesia y partes del sudeste asiático. 
Es el ciempiés más grande de Australia. Su tamaño tiende a variar de acuerdo con la localidad, con la cabeza y el cuerpo longitud que va de 7,5 cm a más de 16 cm (6 1⁄4 in), con algunos individuos que exceden los 20 cm. La coloración y el patrón varían enormemente entre especímenes de diferentes lugares, siendo los tonos de amarillo y naranja los más comunes. Las formas de climas áridos suelen ser de color amarillo pálido, mientras que las de los hábitats de la selva tropical suelen presentar una coloración verde oscuro o azul. La proporción corporal también varía con el hábitat; Las formas áridas suelen tener una construcción muy pesada con patas proporcionalmente cortas, mientras que sus contrapartes tropicales tienden a tener patas más largas y una construcción más ligera. Ethmostigmus rubripes también tiene tres subespecies, con variaciones sustanciales dentro de cada una.

## Hábitat y rango
Se encuentra en hábitats secos y húmedos, que van desde la selva tropical hasta el desierto, generalmente en lugares protegidos como troncos, hojarasca y corteza, y debajo de rocas. Es un depredador solitario, terrestre y nocturno. Se distribuye ampliamente en Australia, donde exhibe la mayor variación, pero también se encuentra en las Islas Salomón, Nueva Guinea, Indonesia y partes del sudeste asiático.

## Dieta
E. rubripes es un comedor voraz. Insectos, caracoles, gusanos e incluso arácnidos son un juego justo para la mayoría de los individuos. Los especímenes más grandes son capaces de someter a los vertebrados pequeños, los que son dominados por una combinación de fuerza bruta y el poderoso veneno del ciempiés.

## Reproducción
Los huevos se ponen en grupos de aproximadamente treinta, y la madre guarda los huevos y las crías hasta después de su segunda muda.

## Veneno
El ciempiés gigante tiene patas modificadas llamadas forcípulas unidos al primer segmento del cuerpo, que se curvan alrededor de su cabeza y pueden entregar veneno a su presa. El veneno es tóxico tanto para mamíferos como para insectos, pero no parece ser lo suficientemente fuerte como para matar animales grandes rápidamente. Puede causar dolor severo en los humanos que puede durar varios días pero que puede aliviarse un poco con la aplicación de bolsas de hielo. Algunas personas informan "dolor intenso", mientras que otras afirman que no es peor que una picadura de avispa. Ha habido al menos una muerte reportada por la especie relacionada de ciempiés Scolopendra subspinipes en la cual una niña fue mordida y murió.

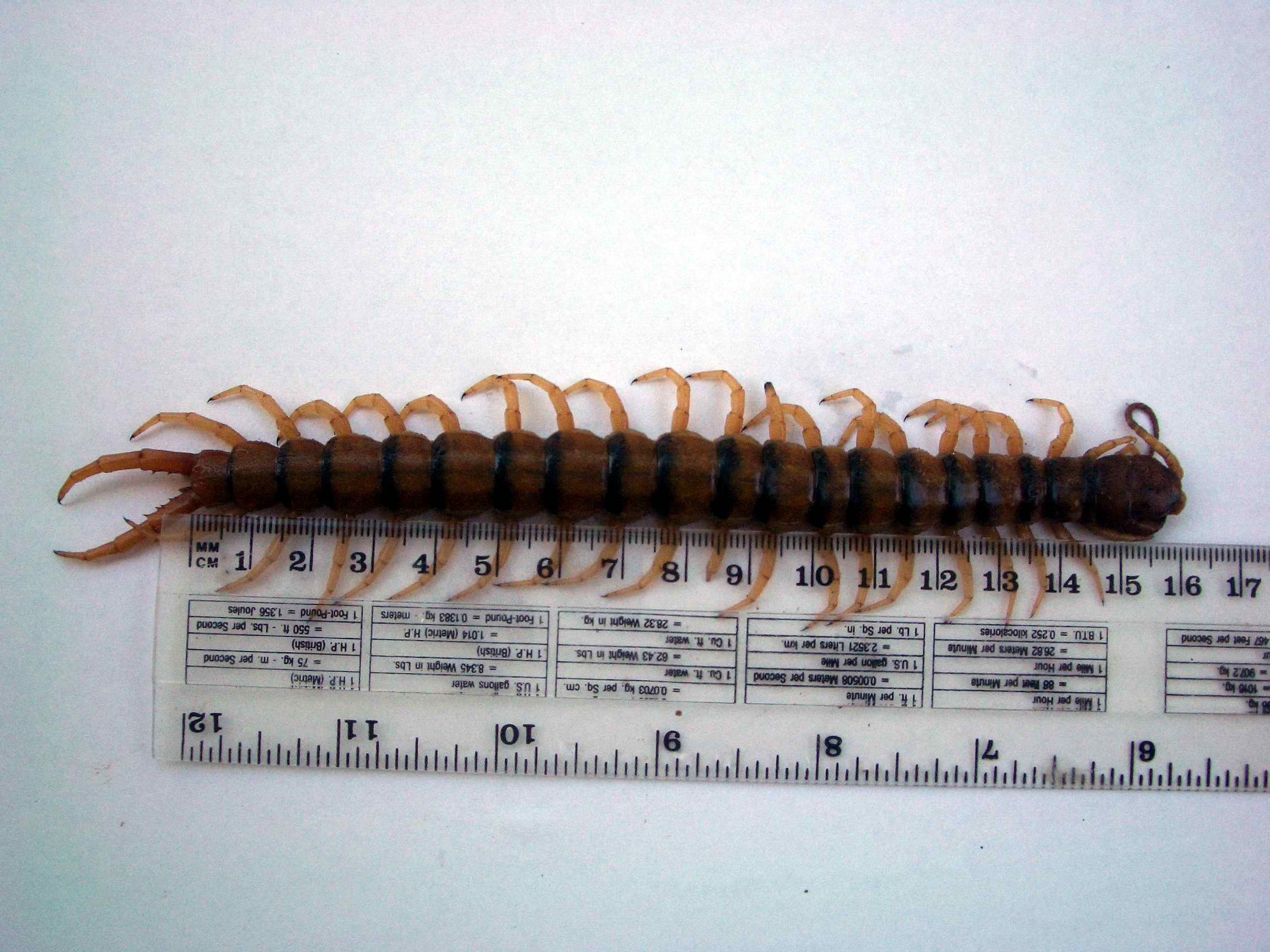
Un espécimen grande de Ethmostigmus rubripes